# Ametiszt
Az ametiszt a kvarc ásványnak az ibolyaszínű változata. A név a görög εθυσμέος (metiszménosz), azaz részeg szó fosztóképzős alakja, vagyis jelentése józan. Az ametisztből készül talizmánt is akár. iszákosság ellen használták.

## Ásványtani jellemzői
Anyaga szilícium-dioxid SiO2, színezetét a mangán, illetve a vas-titán adja. Tiszta állapotban drágakő. Trigonális rendszerben kristályosodik. Hidrotermális eredetű,  repedések, üregek falán találhatók az ametiszt prizma- vagy piramis alakú kristályai. Igen kemény, rideg anyag, nem hasad, hanem törik. Az üveget jól karcolja, keménysége 7-es. Vegyileg ellenálló.
A lila legkülönbözőbb árnyalataiban, az egész világos ibolyaszínen át a sötét kékesliláig sok árnyalatban fellelhető. Színe nem mindig egységes, gyakran világosabb és sötétebb részleteket látni rajta, hosszan tartó napfény hatására kifakulhat. A sötétebb színű kristályok általában ritkábbak. Melegítve a színét változtatja, megsárgul, többé-kevésbé megszíntelenedik. A kereskedők egy része ezt a sárga változatot citrinként árusítja. Kristályai egyszerűeknek látszanak, de az optikai vizsgálat azt árulja el róluk, hogy többnyire sokszorosan összenőttek. Az összenövés némelykor már egyszeri megtekintésnél is szembeötlik, mivel a kő törésén finom hullámos vonalakat látni.

## Szokások és hagyományok
Az összes kvarcváltozatok között a legkedveltebb kő. A régiek is nagy becsben tartották, amulettnek hordták, mert azt tartották róla, hogy hordozóját megvédi a részegségtől (az amethüsztosz görög szó, jelentése: nem részegítő).  Az asztrológiai hagyományok szerint a februárban születettek, a Halak és a Vízöntő köve az ametiszt. A józanság, értelem, tiszta gondolatok köve, amely megvéd a mérgektől is. Neve női névként is használható.

## Előfordulási helyek
Az ametisztet többnyire telérekben, kőzeterekben vagy az úgynevezett ametisztmandulákban lehet megtalálni. Az ilyen mandulák nagy mennyiségben találhatók Brazíliában. Külföldi lelőhelyek vannak még Uruguayban, Szibériában, Mexikóban és Kanadában. Hazánkban Gyöngyösoroszi és Telkibánya mellett fordul elő.

## Felhasználás
Főleg ékszerként használják. Készítenek belőle fülbevalót, karkötőt vagy nyakláncra medálként.
Hasonló módon munkálják meg, mint a többi kvarcot, de féldrágakő változatát a briliánshoz hasonlóan sokszöglapocskásnak köszörülik, hogy ragyogása elevenebb legyen.